# ویلا لوکا
ویلا لوکا (به لاتین: Vela Luka) یک سکونتگاه مسکونی در کرواسی است که در دوبروونیک نرتوا واقع شده‌است.

## خصوصیات
ویلا لوکا ۴٬۳۸۰ نفر جمعیت دارد.